# 小行星6821
小行星6821（英語：6821 Ranevskaya）是一颗围绕太阳公转的小行星。1986年9月29日，柳德米拉·卡拉季奇在克里米亚发现了此天体。
这颗小行星的绝对星等为197.1820073637227等。